# Neotanais armiger
Neotanais armiger is een naaldkreeftjessoort uit de familie van de Neotanaidae. De wetenschappelijke naam van de soort is voor het eerst geldig gepubliceerd in 1956 door Wolff.